# Sardinata (ort)
Sardinata är en ort i Colombia.   Den ligger i departementet Norte de Santander, i den norra delen av landet, 400 km norr om huvudstaden Bogotá. Sardinata ligger 309 meter över havet och antalet invånare är 7 872.
Terrängen runt Sardinata är bergig söderut, men norrut är den kuperad. Sardinata ligger nere i en dal. Runt Sardinata är det ganska glesbefolkat, med 36 invånare per kvadratkilometer. Sardinata är det största samhället i trakten. I omgivningarna runt Sardinata växer i huvudsak städsegrön lövskog.